# Maria Magdalena Gelabert-Miró
Maria Magdalena Gelabert-Miró   (Manacor, 1964) és una filòloga i escriptora balear. Fou la directora de la Institució Pública Antoni M. Alcover de Manacor. És considerada una gran coneixedora de la vida i l'obra de Mossèn Alcover, de qui ha escrit nombrosos estudis i publicacions. És també a especialista en altres temes de cultura popular. Actualment, exerceix com a professora de català a l'IES Mossèn Alcover de Manacor.
El 2017, li va ser concedit el Premi 31 de Desembre per la difusió de la llengua. El 2018, va rebre el Premi Mallorca d'assaig per Antoni M. Alcover i les Dones. A més, el mateix any va guanyar el Premi Antoni Maria Alcover d'Assaig per La dona a les Rondalles Mallorquines, un estudi de la figura femenina a la gran obra d'Antoni M. Alcover.

## Obres destacades
- Dona sàpiens (2012)[7]
- Essència de mare (2017)
- A la ciutat (2019)